# 堯尊法親王
堯尊法親王（？—1559年10月2日），是日本戰國時代的入道親王，生父母是伏見宮貞敦親王和藤原香子，同時為後奈良天皇的猶子；他也是天台宗的天台座主和妙法院的門跡。

## 履歷
他跟隨覺胤法親王修行，出家後法號堯尊，天文六年（1537年）才受親王宣下。後來在天文十九年（1550年）至二十二年（1553年）就任第164世天台座主，最後於永祿二年（1559年）去世。